# Marie Kahle

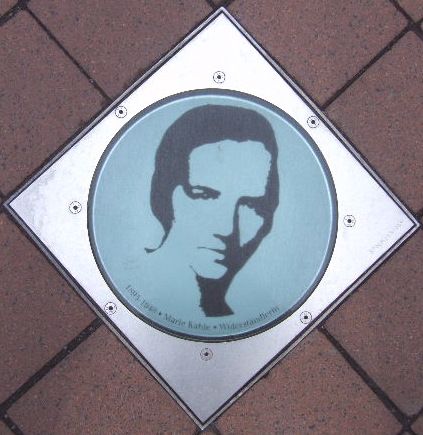
Wizerunek Marii Kahle w Bonn na tzw. "Walk of Fame"

Marie Pauline Emilie Kahle (z d. Gisevius, ur. 6 maja 1893 w Dahme/Mark, zm. 18 grudnia 1948 w Londynie) – Niemka, która pomagała Żydom prześladowanym przez nazistów w latach 30. XX w.
Marie Kahle urodziła się w rodzinie prof. Paula Giseviusa i Marie z d. Stolzmann. W 1917 wyszła za mąż za prof. orientalistyki Paula Kahle. Wraz z rodziną żyła w Bonn. 10 listopada 1938 w czasie "nocy kryształowej" został splądrowany sklep sąsiadki Marii - Emilii Goldstein. Marie wraz z synem Wilhelmem pomogła jej w uporządkowaniu sklepu, co zostało zauważone przez niemieckiego policjanta. Funkcjonariusz spisał dane Marii i zameldował o tym przełożonym.
Marie Kahle mimo to nadal pomagała Żydom. Ukrywała także w swoim mieszkaniu żydowskich studentów, zanim znaleźli schronienie w szpitalu. Wówczas zainteresowało się nią gestapo.
17 listopada 1938 w czasopiśmie NSDAP "Wesdeutscher Beobachter" ukazał się artykuł pod tytułem: Das ist Verrat am Volke! Frau Kahle und ihr Sohn halfen der Jüdin Goldstein bei Aufräumarbeiten (To zdrada narodu! Pani Kahle i jej syn pomogli żydówce Goldstein przy pracach porządkowych). Po publikacji artykułu na rodzinę Kahle spadły represje. Mąż Paul Kahle został zwolniony z pracy, syn Wilhelm wydalony z uniwersytetu, a funkcjonariusz Gestapo sugerował Marii popełnienie samobójstwa, dla "oczyszczenia" reputacji rodziny. Wreszcie w marcu 1939 Marie z Wilhelmem uciekli przez Holandię do Londynu. Miesiąc później w ślad za nimi wyjechał mąż z pozostałymi synami.
W 1945 Marie wydała w Londynie książkę What would you have done?, w której opisała swoje przeżycia. Zmarła trzy lata później, mając zaledwie 55 lat, z powodu fizycznego i psychicznego wyczerpania spowodowanego prześladowaniami, jakich doznała.
Jej praca została wydana w Niemczech dopiero po ponad 50 latach. Po licznych staraniach (ostatniego żyjącego syna Marii - Johna i jego żony) władze miasta Bonn nadały jednej z ulic imię Marii Kahle.